# Type 60
Il Type 60 (60式装甲車, Rokumaru shiki sōkōsha) fu il primo mezzo per trasporto truppe corazzato a entrare in servizio nella Japan Ground Self Defence Force,  poi gradualmente sostituito dopo l'arrivo di altri veicoli come il  Type 73. Il mezzo era anche noto come Type 60  APC (Armored Personnel Carrier).

## Sviluppo e storia
Lo sviluppo di questo veicolo iniziò nel 1956 sotto la supervisione della Forza terrestre di autodifesa giapponese. Le società Komatsu e Mitsubishi costruirono due prototipi che furono completati nel 1957, e successivamente testati e valutati. Il modello della Komatsu fu considerato non idoneo, ma ispirò alcune modifiche e correzioni anche sul modello Mitsubishi, che non era privo di difetti e venne perciò ampiamente modificato. Nel 1959 la Mitsubishi concluse la costruzione di un secondo prototipo riprogettato, con sostanziali miglioramenti che si rivelarono definitivi. Lo sviluppo ebbe perciò fine soltanto nel 1960, con la decisione di scegliere come modello di base l'ultimo prototipo di Mitsubishi, e il conseguente inizio della produzione che si è protratta dal 1960 al 1972.

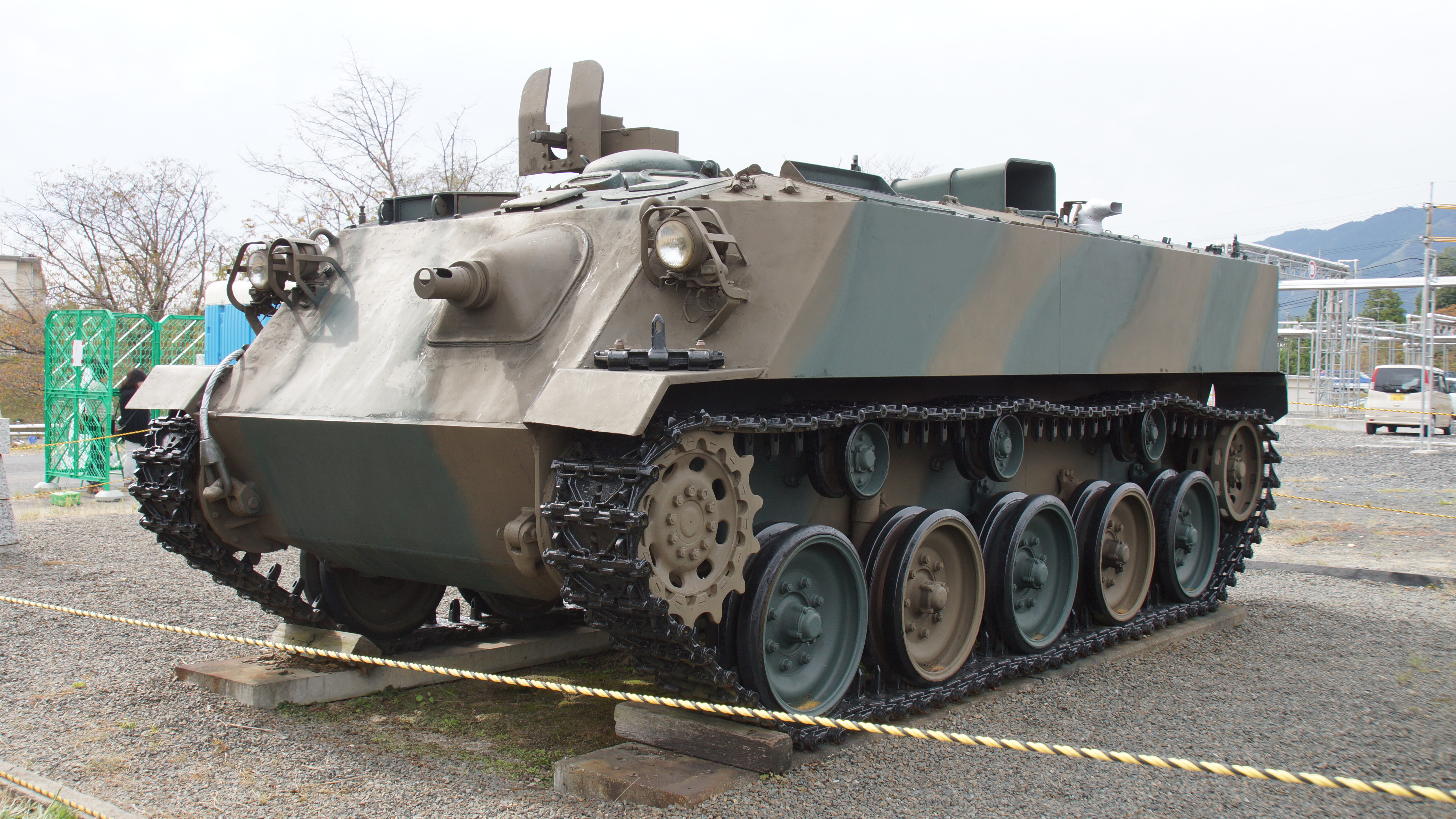
Il mezzo per trasporto truppe Type 60.

## Struttura
Il Type 60 è un mezzo completamente cingolato con scafo in acciaio saldato.

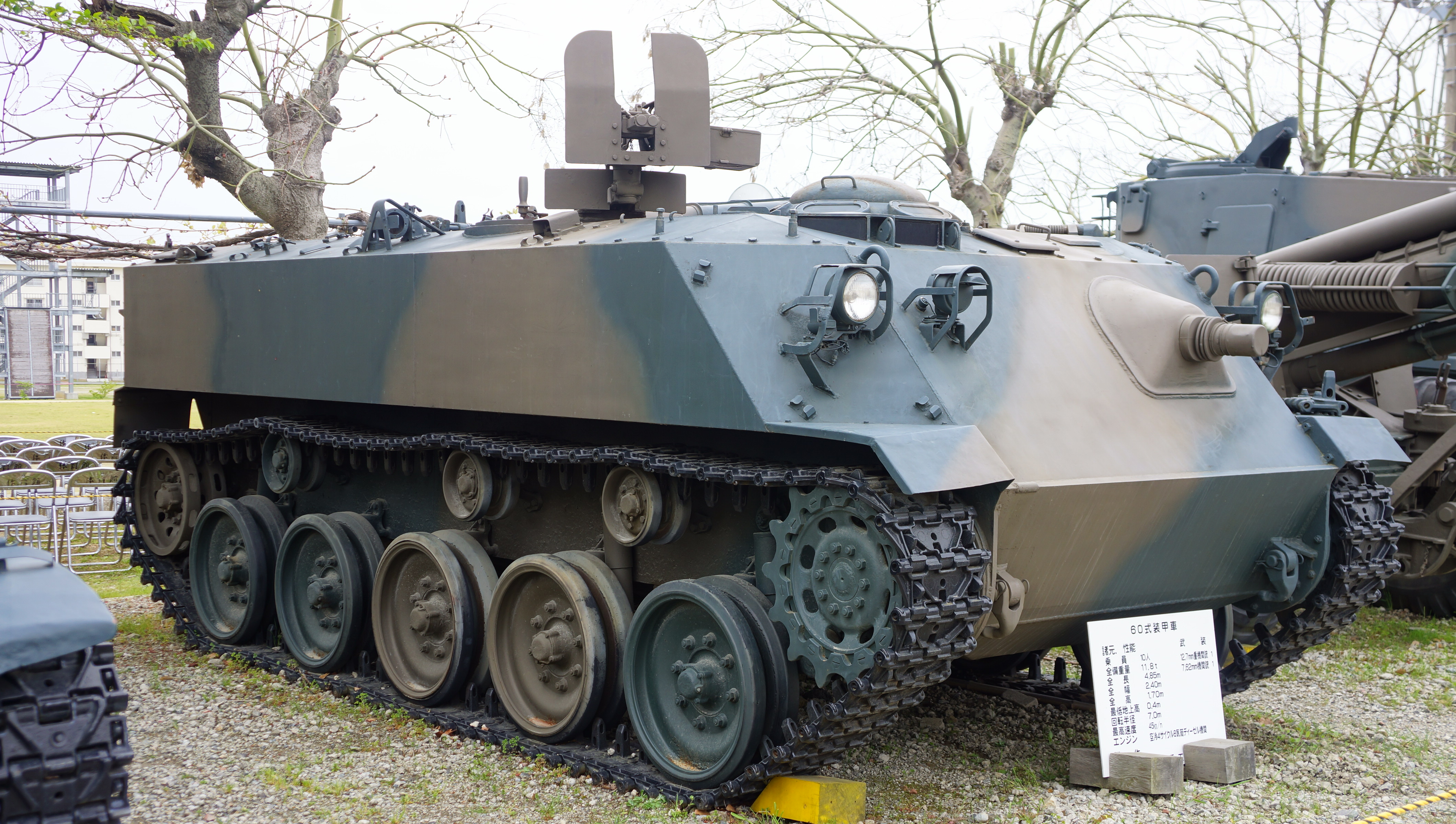
Vista del lato destro del Type 60 APC.

Una caratteristica del Type 60, e del successivo Type 73, è che entrambi hanno una mitragliatrice da 7,62 mm montata ad arco nella parte anteriore del veicolo, che può essere inclinata di 30 gradi in alto, in basso, a destra e a sinistra. Il mitragliere è seduto sul davanti a sinistra, con il pilota a destra, mentre il comandante è seduto dietro il pilota e il secondo mitragliere, con la mitragliatrice da 12,7 mm sul lato destro nella parte superiore, e infine il motore è collocato a sinistra dello scafo. Il motore trasmette la spinta mediante un corto albero motore alla trasmissione e al congegno di sterzo situati nella parte anteriore dello scafo.

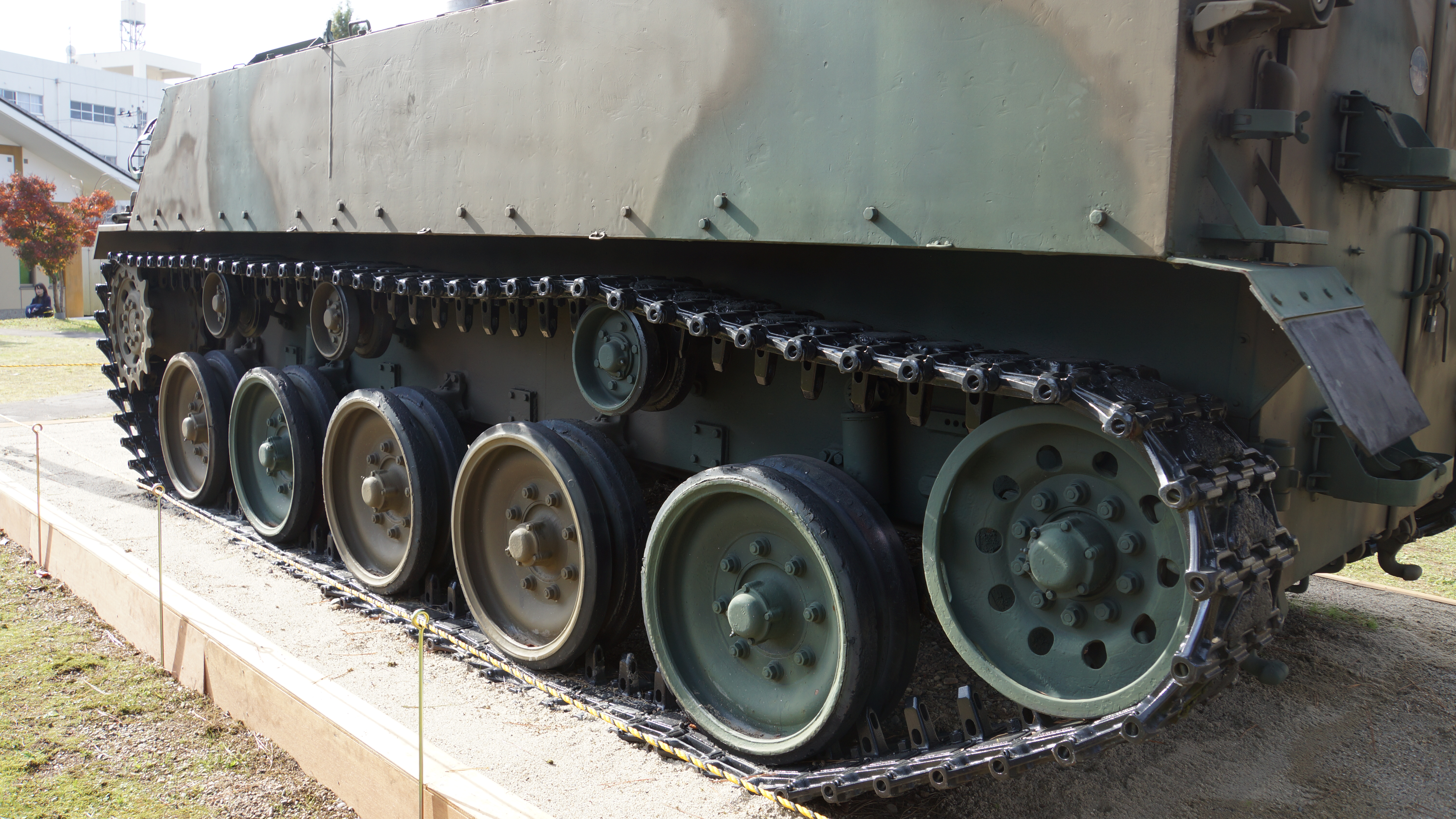
Il treno di rotolamento.

Il movimento ai cingoli è impresso dalle corone motrici frontali e il treno di rotolamento è completato da 5 rulli con sospensioni a barre di torsione e da tre rulli reggicingolo per fiancata. La mitragliatrice da 12,7 mm è utilizzata dal puntatore che risiede dietro al capocarro e accede alla mitragliatrice da una botola. Può essere brandeggiata a 360 gradi ed è fornita di uno scudo, utilizza inoltre una cupola munita di 8 periscopi per visione completa circolare. Il conducente siede davanti a destra con sopra una botola con a disposizione 3 periscopi.

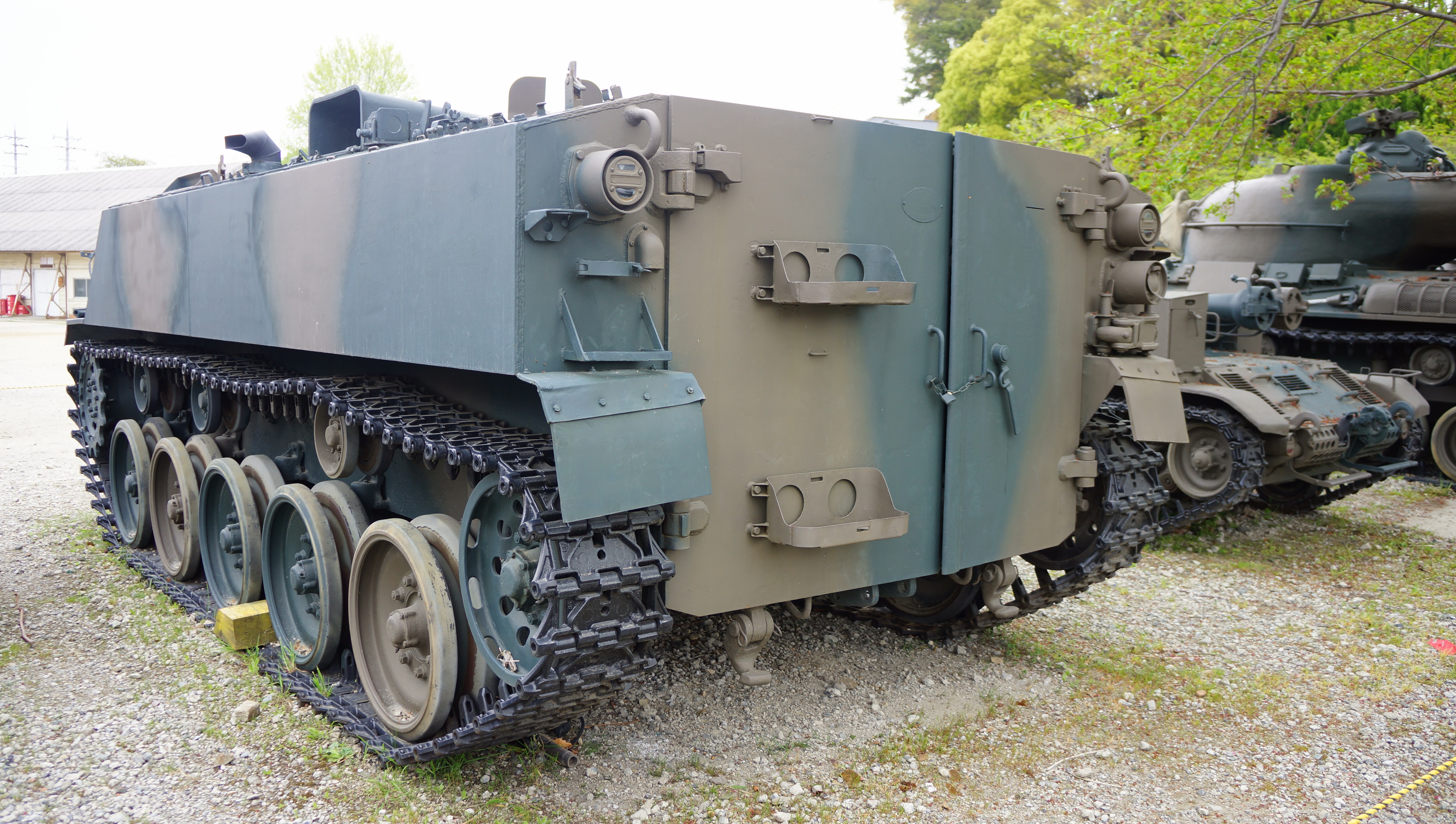
Vista posteriore del Type 60 APC.

Il compartimento truppa è sul retro dello scafo con portelli sul tetto e porte gemelle, può contenere 6 fanti equipaggiati disposti sulle fiancate a gruppi di tre, con appositi sedili per ciascuno di essi;non sono presenti oblò per il tiro. Il Type 60 non è anfibio e non ha un sistema di protezione NBC, né equipaggiamenti di mira notturna. Le versioni principali sono un mezzo apripista, un mezzo per la rivelazione NBC, un porta-mortaio da 81 mm e uno da 107 mm. La versione anticarro, armata con due cannoni senza rinculo da 106 mm, è rimasta in servizio più a lungo della versione base, ma anch'essa è stata poi radiata.

## Impiego operativo
Nonostante che il Type 60 fosse già superato nelle prestazioni dal trasporto truppe Type 73, quest'ultimo fu costruito soltanto in 338 esemplari, decisamente meno dei 428 del primo, ed è ciò che determinò il ritardo della completa sostituzione. Il Type 60 rimase perciò in servizio operativo fino al 2006, per un periodo evidentemente più lungo di quanto previsto.

## Varianti
SU 60: Versione di base del trasporto truppe.
SV 60: Dotato di un mortaio da 81 mm nello scomparto truppe, montato su base e con rinforzo speciale, che spara da una botola in direzione posteriore. Inoltre è corredato di tripode e piastra standard, permettendo di essere eventualmente trasportato all'esterno e di essere utilizzato come un normale mortaio. Ha una capacità di 24 proiettili per mortaio, e l'equipaggio è composto da 5 uomini. Questa versione è  stata costruita in 18 esemplari circa.
SX 60: Simile al precedente,  con la differenza di un mortaio da 107 mm a canna rigata, montato su base con rinforzo speciale nello scomparto truppe.

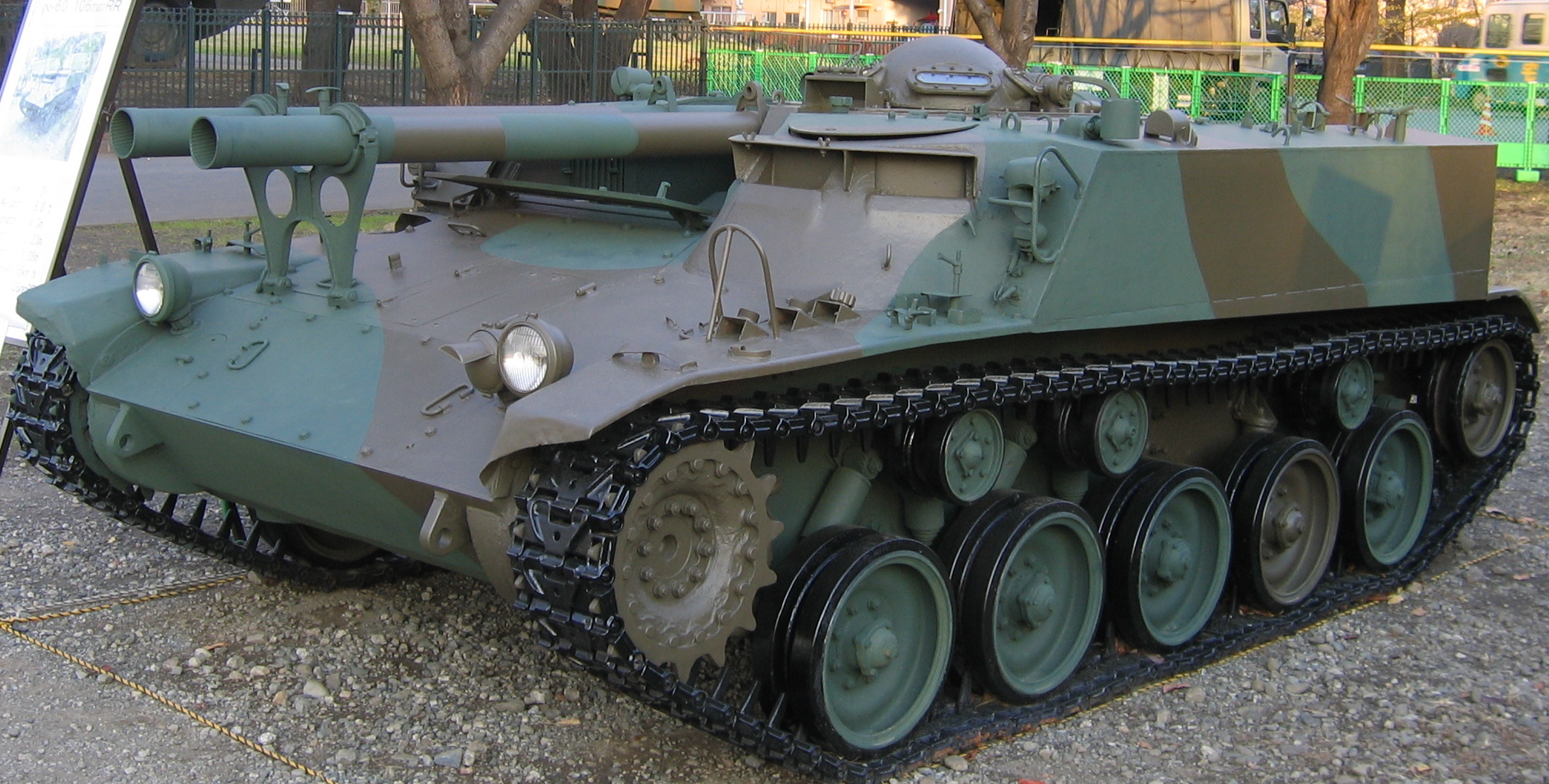
La versione anticarro con due cannoni da 106 mm.

Type 60 versione anticarro: Armato con 2 cannoni anticarro senza rinculo M40 da 106 mm. Il nome ufficiale di questa versione è Type 60 self-propelled 106 mm recoilless gun (60式自走106mm無反動砲, Rokumaru shiki jisō 106 miri muhandōhō).